# Catillon-sur-Sambre
Pour les articles homonymes, voir Catillon et Sambre (homonymie).
Catillon-sur-Sambre est une commune française située dans le département du Nord, en région Hauts-de-France.
Ses habitants sont appelés les Catillonnais. Le nom jeté des habitants est les Gueux Glorieux.

## Géographie

### Situation
Catillon-sur-Sambre est une commune française, située dans le sud du département du Nord en Région Nord-Pas-de-Calais.
| Le Cateau  | Ors                 | Landrecies          |
| Bazuel     | Catillon-sur-Sambre | La Groise           |
| Mazinghien | Rejet-de-Beaulieu   | Fesmy-le-Sart Aisne |

### Géologie et relief
Le village de Catillon est situé à la jonction de deux régions naturelles : le Cambrésis, terre d'openfield et de culture intensive, auquel il appartient administrativement, et l'Avesnois, pays de bocage, de forêts et d'élevage. Le sous-sol est fait de couches de calcaire du crétacé. Le village s'est construit à une altitude de 140 m environ, dans la vallée de la Selle.

### Voie de communication et transports

#### Chemin de fer du Cambrésis

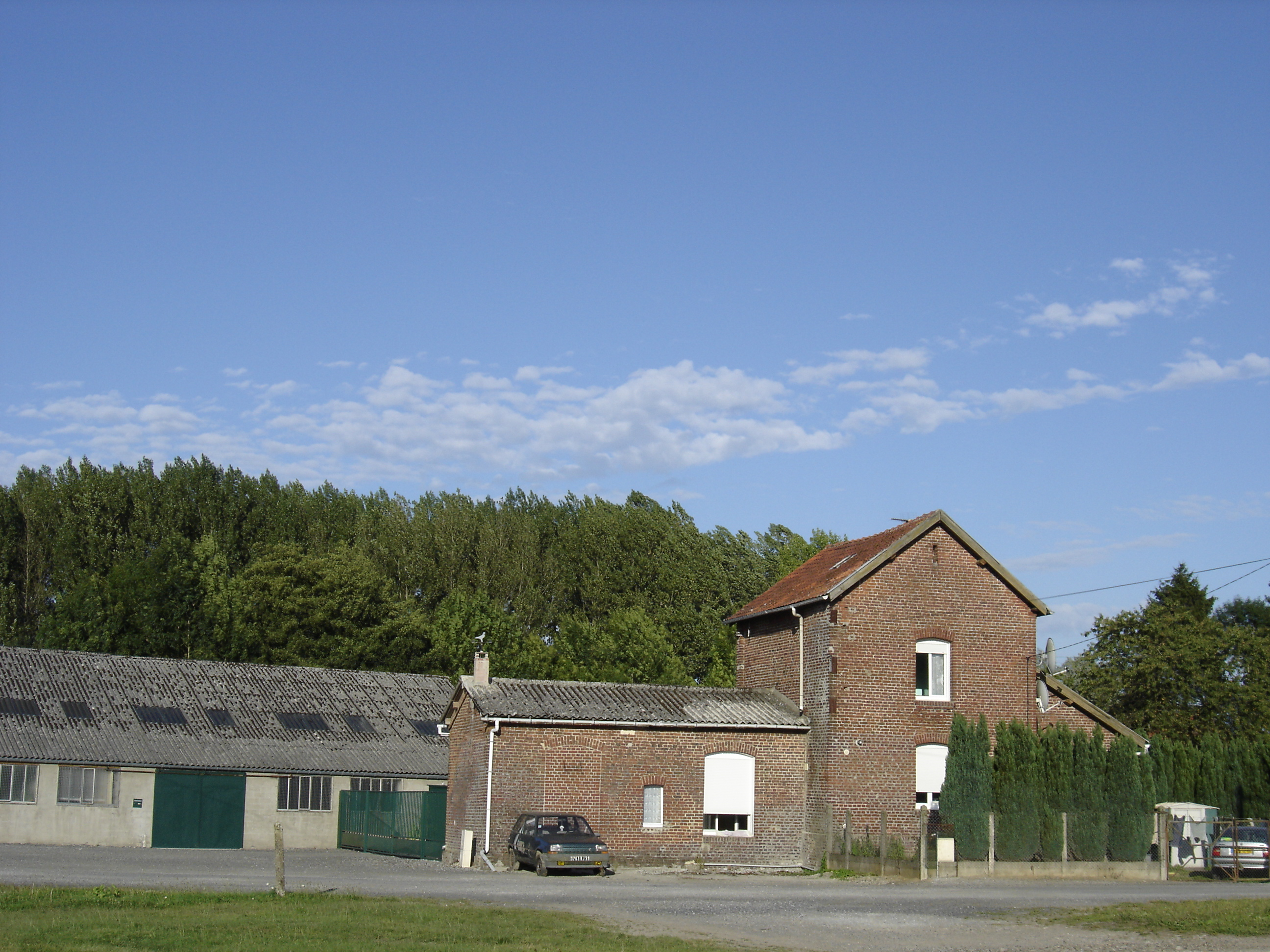
La gare du Cambrésis à Catillon

En 1881, une ligne de chemin de fer à voie métrique, d'une longueur de 40 km, exploitée par la Société des Chemins de fer du Cambrésis, reliait Cambrai à Catillon via Caudry et Le Cateau-Cambrésis. Caudry était la gare principale du réseau. Le tronçon Le Cateau-Catillon fut créé en 1886 et le train arrivait à la gare de Catillon. Entre 1935 et 1955, cette ligne transporta principalement le charbon venant de Belgique par bateaux et qui, étant déchargé sur le port de Catillon, servait à alimenter les besoins en énergie des débuts de l'industrialisation du Catésis. La ligne fut démantelée fin 1955. Le tracé de cette ligne a pratiquement disparu du paysage. Le bâtiment voyageurs de la gare existe toujours, rue de la Gare, à proximité du canal.
Une locomotive Corpet-Louvet utilisée à cette époque est toujours visible au musée Irchester des chemins de fer en Angleterre.

#### Réseau ferré militaire allemand
En 1943, afin d'approvisionner leur future base de missiles V2 située dans le Bois-l'Évêque, commune d'Ors, les Allemands construisirent un embranchement de ligne Decauville qui partait du port de Catillon vers leur base. Les wagonnets, chargés de matériel militaire, étaient tirés par un puissant loco-tracteur diesel. Les différents sabotages sur les loco-tracteurs et sur d'autres matériels ont permis que les V2 ne soient jamais assemblés dans le Bois-l'Evêque.

#### Transport routier
La commune est traversée par l'ex-route nationale 43.

#### Transport fluvial
La commune est traversée par le canal de la Sambre à l'Oise.
Le canal est long de 71 km et comporte 38 écluses dont trois versant Sambre et 35 versant Oise. De La Fère jusqu'au bief des Etoquies à Landrecies le canal est creusé de 1823 à 1833. De Landrecies à Hautmont, la Sambre est canalisée de 1825 à 1835.
Le canal n'est plus désormais utilisé que pour le transit de plaisance.

### Hydrographie

#### Réseau hydrographique
La commune est située dans le bassin Artois-Picardie. Elle est drainée par la Sambre canalisée, la rivière Sambre, la Sambre rive Gauche, le ruisseau du Bois de Toillon, la Briquette, la Gadelière, le Catillon-sur-Sambre, le Roteleux, le ruisseau d'Heurtebise et divers autres petits cours d'eau,.
La commune est traversée à la fois par la Sambre et par le Canal de la Sambre à l'Oise. La Sambre prend sa source à 210 m d'altitude, au bois de Cartignies, entre Fontenelle et Le Nouvion, au lieu-dit La Fontaine des Pauvres.
Le Canal de la Sambre à l'Oise côtoie latéralement la Sambre jusqu'à Landrecies. Son altitude au pont de Catillon est de 135 m. Le point culminant du canal, à 138,80 m, se situe à Catillon, au lieu-dit Le Bois de l'Abbaye c'est la ligne de partage des eaux :
- en direction de Maubeuge, la Sambre descend vers la Meuse (Namur)
- en direction de La Fère, le canal descend vers Paris (l'Oise)[10].

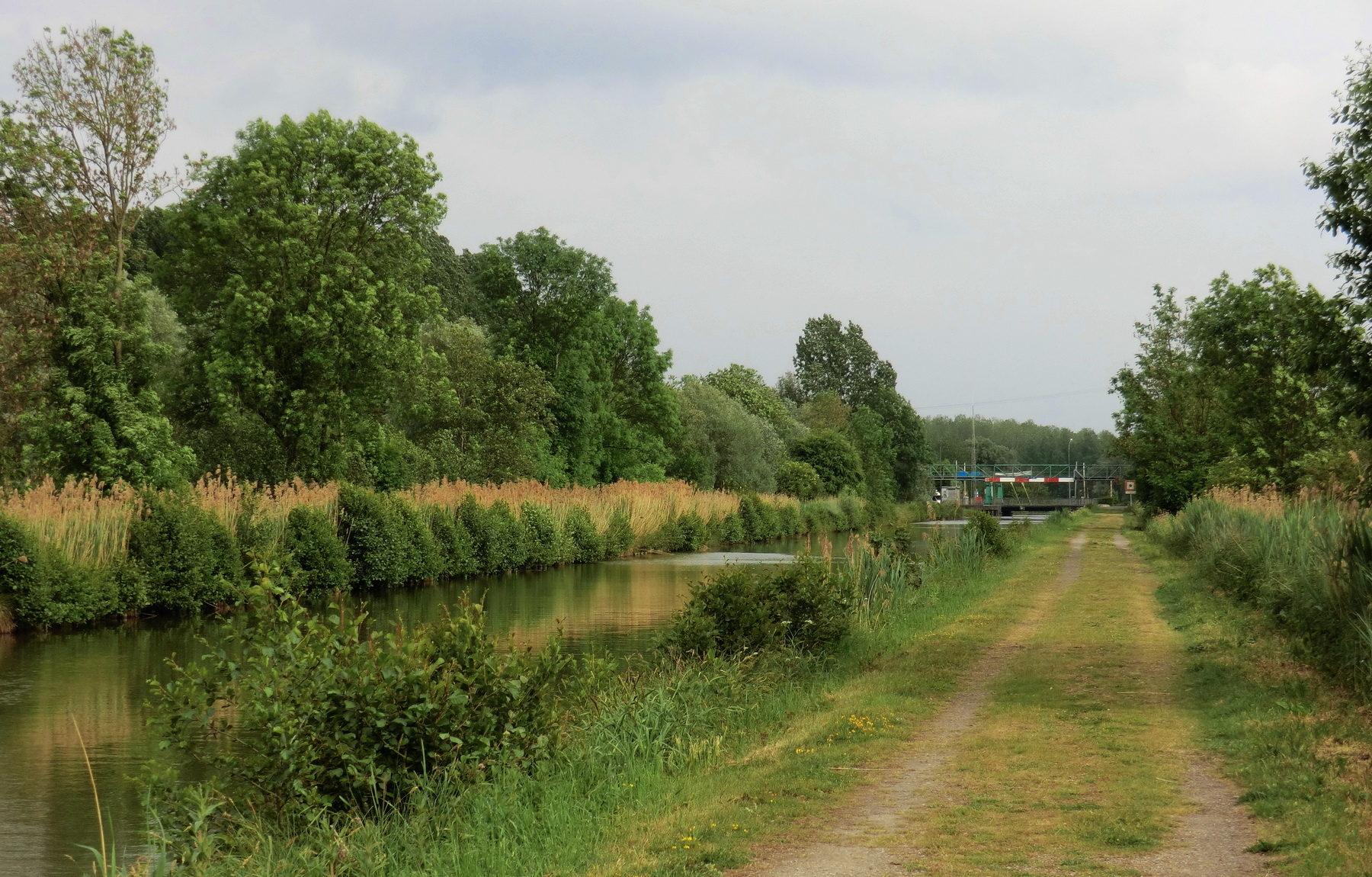
Le canal de la Sambre à l'Oise
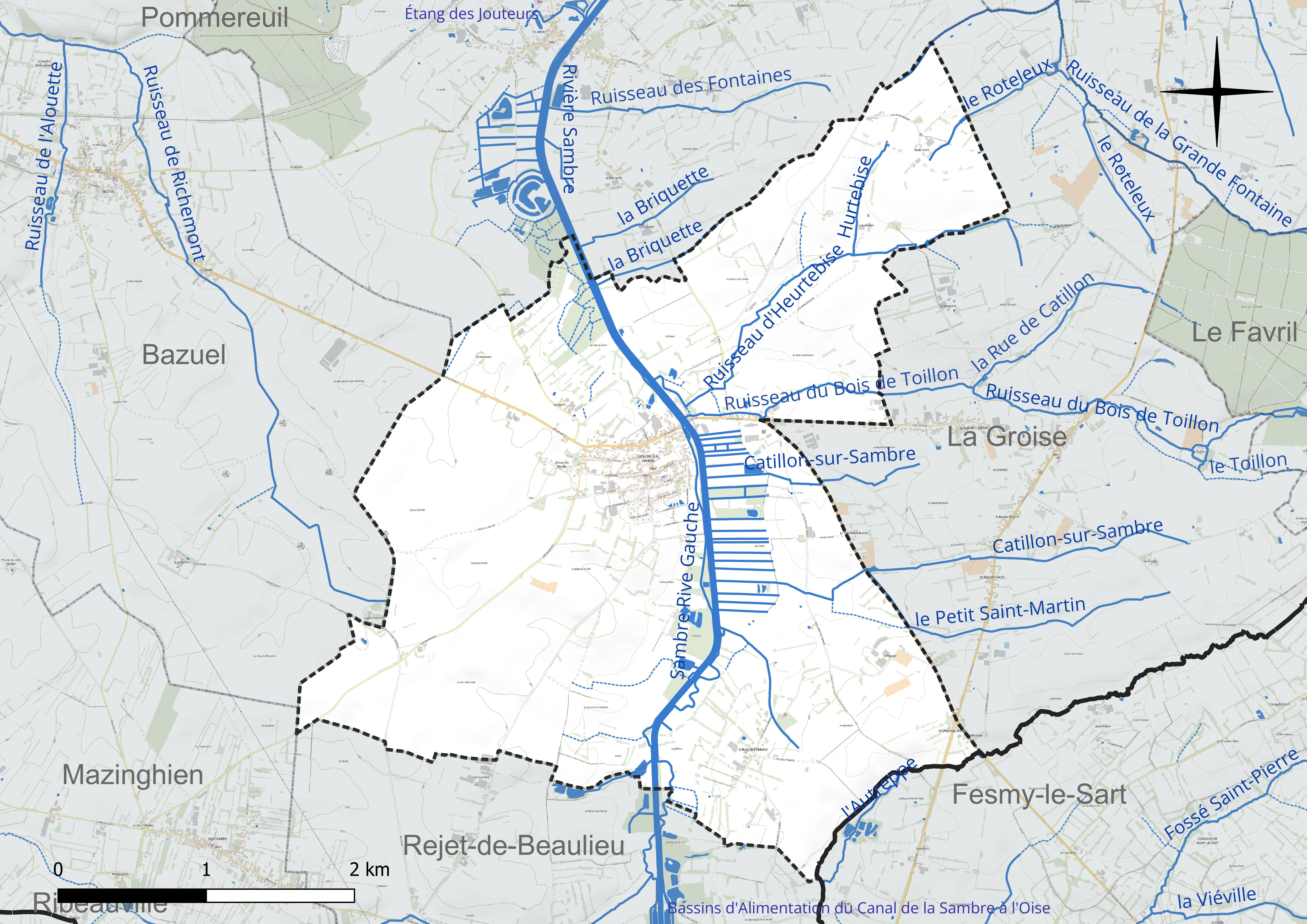
Réseau hydrographique de Catillon-sur-Sambre.

#### Gestion et qualité des eaux
Le territoire communal est couvert par le schéma d'aménagement et de gestion des eaux (SAGE) « Sambre ». Ce document de planification concerne un territoire de 1 253 km2 de superficie, délimité par le bassin versant de la Sambre. Le périmètre a été arrêté le 1er novembre 2003 et le SAGE proprement dit a été approuvé le 21 septembre 2012, puis modifié le 18 août 2022. La structure porteuse de l'élaboration et de la mise en œuvre est le syndicat mixte du Parc naturel régional de l'Avesnois. 
La qualité des cours d'eau peut être consultée sur un site dédié géré par les agences de l'eau et l'Agence française pour la biodiversité. 

### Climat
Pour des articles plus généraux, voir Climat des Hauts-de-France et Climat du Nord.
En 2010, le climat de la commune est de type climat océanique dégradé des plaines du Centre et du Nord, selon une étude du CNRS s'appuyant sur une série de données couvrant la période 1971-2000. En 2020, Météo-France publie une typologie des climats de la France métropolitaine dans laquelle la commune est exposée à un climat océanique altéré et est dans la région climatique  Nord-est du bassin Parisien, caractérisée par un ensoleillement médiocre, une pluviométrie moyenne régulièrement répartie au cours de l'année et un hiver froid (3 °C). 
Pour la période 1971-2000, la température annuelle moyenne est de 10 °C, avec une amplitude thermique annuelle de 14,8 °C. Le cumul annuel moyen de précipitations est de 827 mm, avec 12,8 jours de précipitations en janvier et 9,3 jours en juillet. Pour la période 1991-2020, la température moyenne annuelle observée sur la station météorologique la plus proche, située sur la commune de Saint-Hilaire-sur-Helpe à 20 km à vol d'oiseau, est de 10,5 °C et le cumul annuel moyen de précipitations est de 802,4 mm,. Pour l'avenir, les paramètres climatiques de la commune estimés pour 2050 selon différents scénarios d'émission de gaz à effet de serre sont consultables sur un site dédié publié par Météo-France en novembre 2022.

## Urbanisme

### Typologie
Au 1er janvier 2024, Catillon-sur-Sambre est catégorisée bourg rural, selon la nouvelle grille communale de densité à sept niveaux définie par l'Insee en 2022.
Elle est située hors unité urbaine. Par ailleurs la commune fait partie de l'aire d'attraction du Cateau-Cambrésis, dont elle est une commune de la couronne,. Cette aire, qui regroupe 11 communes, est catégorisée dans les aires de moins de 50 000 habitants,.

### Occupation des sols
L'occupation des sols de la commune, telle qu'elle ressort de la base de données européenne d'occupation biophysique des sols Corine Land Cover (CLC), est marquée par l'importance des territoires agricoles (94,7 % en 2018), en diminution par rapport à 1990 (96,3 %). La répartition détaillée en 2018 est la suivante : 
prairies (48,6 %), terres arables (42,3 %), zones urbanisées (4,2 %), zones agricoles hétérogènes (3,8 %), forêts (1,1 %). L'évolution de l'occupation des sols de la commune et de ses infrastructures peut être observée sur les différentes représentations cartographiques du territoire : la carte de Cassini (XVIIIe siècle), la carte d'état-major (1820-1866) et les cartes ou photos aériennes de l'IGN pour la période actuelle (1950 à aujourd'hui).

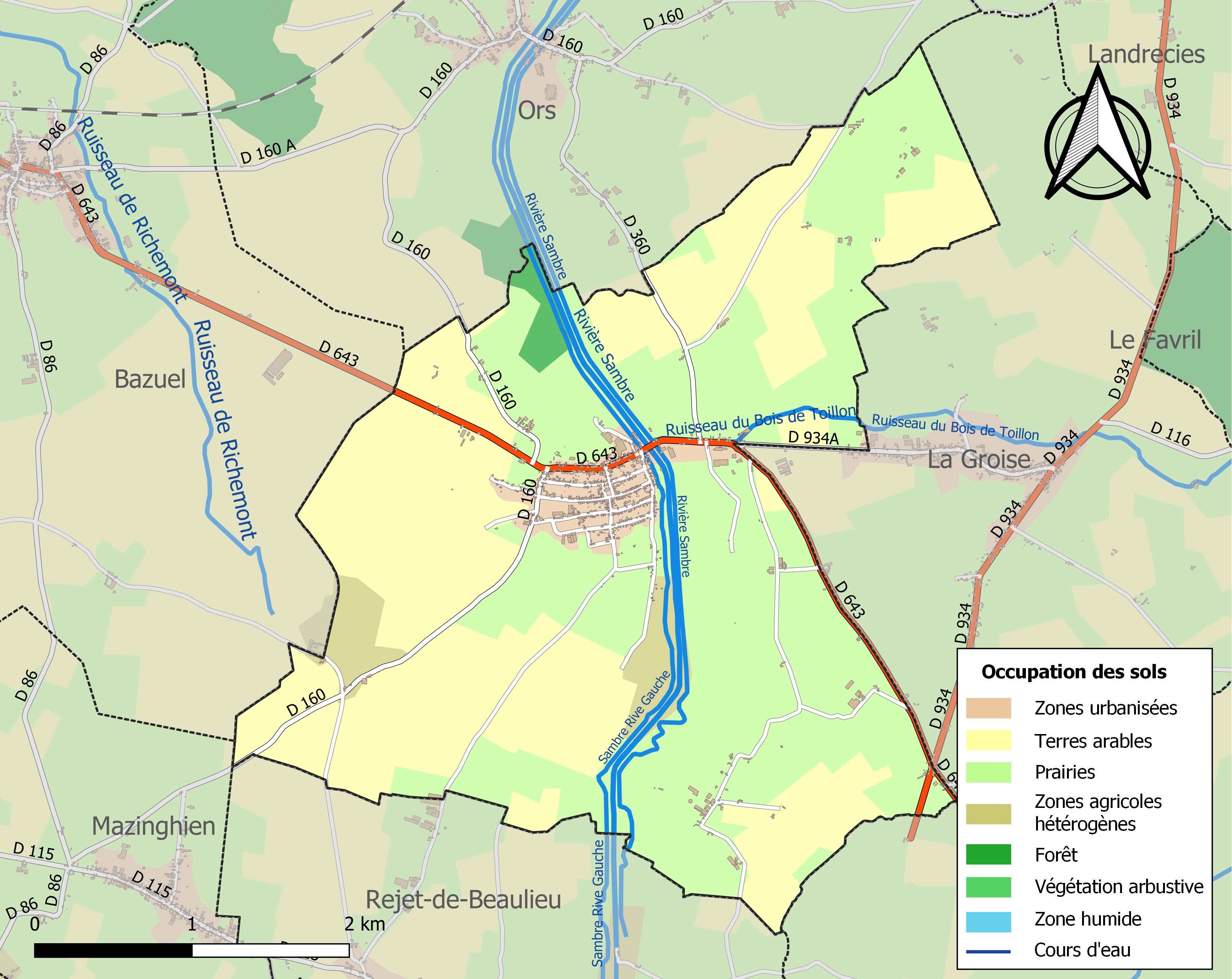
Carte des infrastructures et de l'occupation des sols de la commune en 2018 (CLC).

## Toponymie
Le village pourrait devoir son nom au petit château-fort édifié en 1235 au bord de la Sambre, au lieu-dit « Gourgouge », appelé en 1314 Chastillon ou petit château[réf. nécessaire] : château dont les archives ne font cependant pas mention. On trouve aussi les noms Castellio (1221), Casteloin (1313), Chastillon (1320, 1476), Castillon (1349) ou de Villam Castellionis ou encore de Nove terre de Castellione ultra Sambram en 1186.

## Histoire
Le village est une fondation épiscopale, due à Roger de Wavrin, évêque de Cambrai de 1180 à 1186. Son nom pourrait aussi être un diminutif de « Le Cateau », ville proche et qui possédait un château.
Durant la Révolution, la commune, alors nommée Catillon, est renommée Égalité-sur-Sambre.
En 1933, Catillon devient Catillon-sur-Sambre.
À la fin du XIIe siècle, la forêt fut traversée entre Guise et Landrecies et pour rejoindre ce chemin, l'évêque de Cambrai Oger ou Roger de Wavrin (1179 à 1191) fit prolonger la route de Cambrai au Cateau, « Castellum Sanctae Mariae », en la continuant jusqu'à La Groise.
Cette route traversait la Sambre et, sur la rive ouest de la rivière, l'évêque de Cambrai fit établir, entre 1180 et 1186, un lotissement qu'il appela, en 1186, Castellio, qui fut démembré de la paroisse d'Ors. La particularité du village est son plan en damier semblable à celui des bastides du sud-ouest de la France. Sept rues orientées de l'est à l'ouest sont rigoureusement parallèles à la Grand'rue (l'ancienne Route nationale), espacées d'environ 80 mètres l'une de l'autre et coupées à angle droit par trois autres rues. Jusqu'en 1900 la désignation des rues se faisait par leur numérotation « première », « deuxième », etc..
François Ier campa à Catillon en 1543 en se rendant à Landrecies.
Jusqu'à la Révolution, les évêques de Cambrai possédèrent la seigneurie, la dîme et le patronage du village.
La contrebande prospérait à Castillon avant la Révolution française du fait d'une plus grande proximité de la frontière à l'époque.
L'Empereur d'Autriche François Ier logea à Catillon en 1793.
Le 13 juin 1841, La Groise est séparée de Catillon et devient une commune à part entière. François Denise est nommé maire de la nouvelle commune. Puis en 1896, Rejet-de-Beaulieu est séparée de Catillon et devient une commune à part entière. Jusqu'en 1806, Catillon était la 4e commune de l'arrondissement de Cambrai par sa population, derrière Cambrai, Le Cateau et Solesmes.
En 1931, une ligne de tramway relie Catillon à Cambrai (Société des chemins de fer du Cambrésis).

## Politique et administration

### Liste des maires
| Période                                  | Période        | Identité             | Étiquette | Qualité                |
| ---------------------------------------- | -------------- | -------------------- | --------- | ---------------------- |
| 1er mars 1970                            | 11 mars 1989   | Paul Silvain         |           | Négociant en matériaux |
| 12 mars 1989                             | 19 mars 1995   | Yves Marie Szymusiak |           | Chargé de missions     |
| 20 mars 1995                             | 18 mars 2014   | Philippe Ducroux     |           | Retraité               |
| 18 mars 2014                             | 3 juillet 2020 | Francis Leblon       |           | Retraité               |
| 3 juillet 2020                           | En cours       | Brigitte Leduc       |           |                        |
| Les données manquantes sont à compléter. |                |                      |           |                        |

## Population et société

### Démographie

#### Évolution démographique
L'évolution du nombre d'habitants est connue à travers les recensements de la population effectués dans la commune depuis 1793. Pour les communes de moins de 10 000 habitants, une enquête de recensement portant sur toute la population est réalisée tous les cinq ans, les populations de référence des années intermédiaires étant quant à elles estimées par interpolation ou extrapolation. Pour la commune, le premier recensement exhaustif entrant dans le cadre du nouveau dispositif a été réalisé en 2005.

En 2022, la commune comptait 783 habitants, en évolution de −6,12 % par rapport à 2016 (Nord : +0,51 %, France hors Mayotte : +2,11 %).
| 1793  | 1800  | 1806  | 1821  | 1831  | 1836  | 1841  | 1846  | 1851  |
| ----- | ----- | ----- | ----- | ----- | ----- | ----- | ----- | ----- |
| 2 847 | 2 821 | 2 962 | 3 010 | 3 151 | 3 201 | 2 327 | 2 508 | 2 640 |

| 1856  | 1861  | 1866  | 1872  | 1876  | 1881  | 1886  | 1891  | 1896  |
| ----- | ----- | ----- | ----- | ----- | ----- | ----- | ----- | ----- |
| 2 603 | 2 662 | 2 696 | 2 676 | 2 604 | 2 451 | 2 426 | 2 367 | 1 605 |

| 1901  | 1906  | 1911  | 1921  | 1926  | 1931  | 1936  | 1946  | 1954  |
| ----- | ----- | ----- | ----- | ----- | ----- | ----- | ----- | ----- |
| 1 530 | 1 401 | 1 365 | 1 254 | 1 276 | 1 202 | 1 154 | 1 101 | 1 134 |

| 1962  | 1968  | 1975  | 1982  | 1990 | 1999 | 2005 | 2006 | 2010 |
| ----- | ----- | ----- | ----- | ---- | ---- | ---- | ---- | ---- |
| 1 154 | 1 105 | 1 096 | 1 012 | 926  | 846  | 846  | 857  | 837  |

| 2015 | 2020 | 2022 | - | - | - | - | - | - |
| ---- | ---- | ---- | - | - | - | - | - | - |
| 831  | 788  | 783  | - | - | - | - | - | - |

#### Pyramide des âges
La population de la commune est relativement jeune.
En 2018, le taux de personnes d'un âge inférieur à 30 ans s'élève à 33,4 %, soit en dessous de la moyenne départementale (39,5 %). À l'inverse, le taux de personnes d'âge supérieur à 60 ans est de 28,7 % la même année, alors qu'il est de 22,5 % au niveau départemental.
En 2018, la commune comptait 396 hommes pour 427 femmes, soit un taux de 51,88 % de femmes, légèrement supérieur au taux départemental (51,77 %).
Les pyramides des âges de la commune et du département s'établissent comme suit.
| Hommes | Classe d’âge | Femmes |
| ------ | ------------ | ------ |
| 0,8    | 90 ou +      | 2,0    |
| 6,3    | 75-89 ans    | 9,8    |
| 19,5   | 60-74 ans    | 18,8   |
| 22,2   | 45-59 ans    | 18,8   |
| 15,8   | 30-44 ans    | 19,1   |
| 16,4   | 15-29 ans    | 13,2   |
| 19,0   | 0-14 ans     | 18,3   |

| Hommes | Classe d’âge | Femmes |
| ------ | ------------ | ------ |
| 0,5    | 90 ou +      | 1,4    |
| 5,3    | 75-89 ans    | 8,1    |
| 14,8   | 60-74 ans    | 16,2   |
| 19,1   | 45-59 ans    | 18,4   |
| 19,5   | 30-44 ans    | 18,7   |
| 20,7   | 15-29 ans    | 19,1   |
| 20,2   | 0-14 ans     | 18     |

### Enseignement
Catillon est rattachée à la circonscription de Cambrai / Le Cateau de l'inspection académique du Nord dans l'académie de Lille.
La commune gère l'école Albert-Goris.
Les établissements d'enseignement secondaire les plus proches sont au Cateau-Cambrésis.

### Santé
Un médecin et une pharmacie sont installés à Catillon. L' hôpital le plus proche est le centre hospitalier du Cateau-Cambrésis.

### Cultes

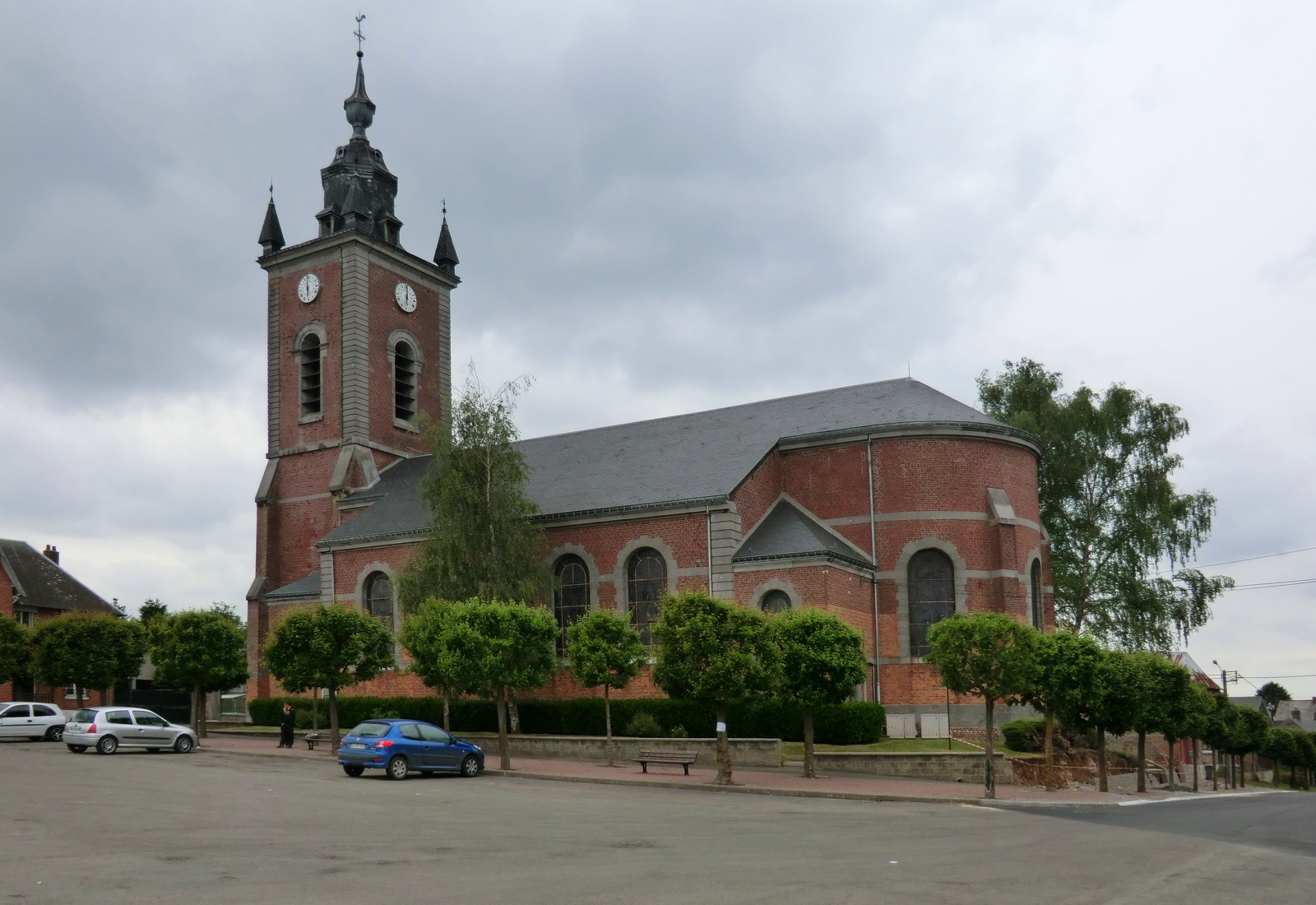
L'église

Les Catillonais disposent d'un lieu de culte catholique : l'église de la Nativité de la Sainte Vierge. Cette église dépend de la paroisse « Notre Dame de la Fraternité en Cambrésis », rattachée à l'archidiocèse de Cambrai.

## Culture locale et patrimoine

### Lieux et monuments

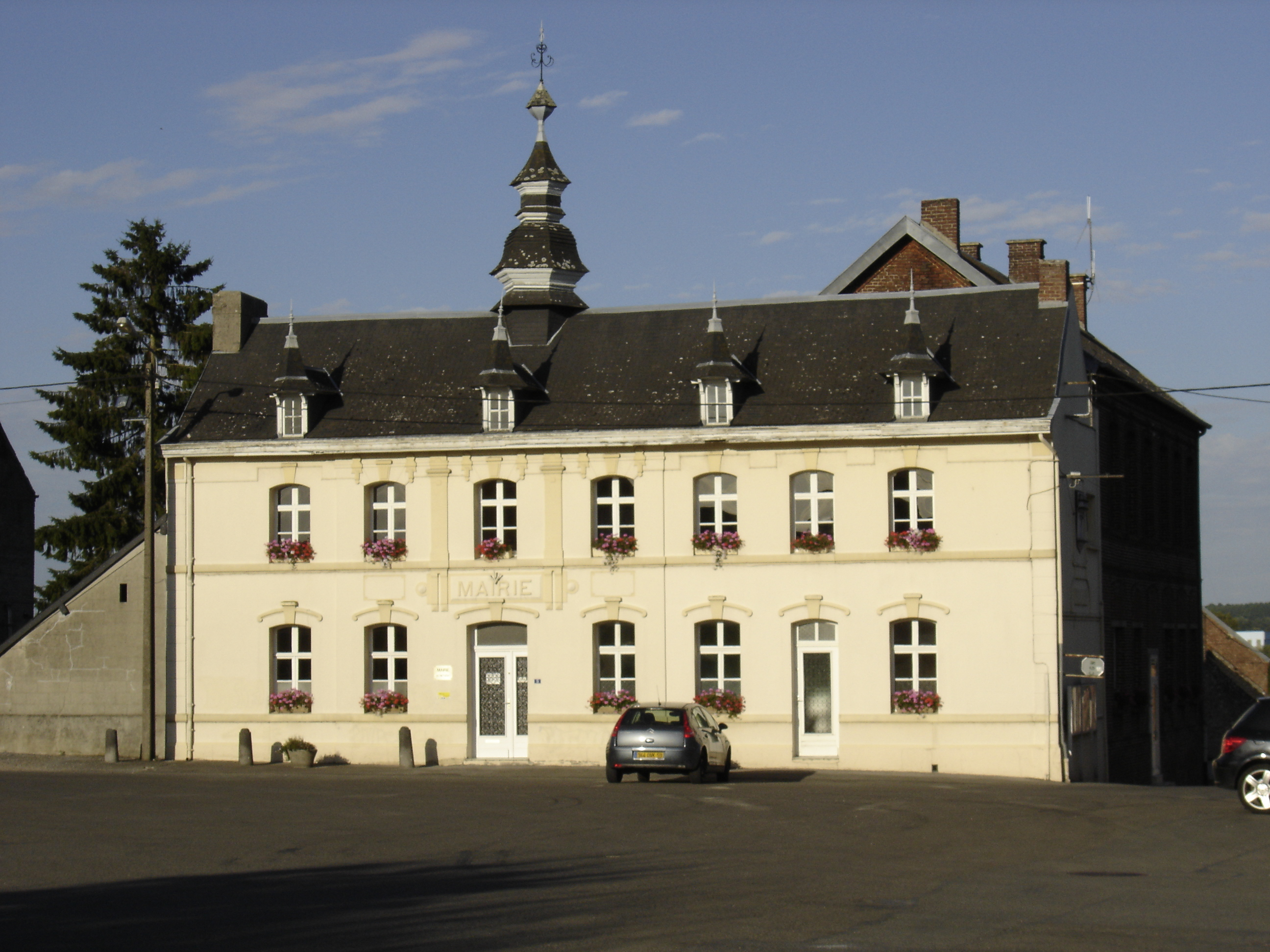
La mairie

#### La mairie
La grande maison neuve est construite par Jacques Crétinet, laboureur aisé entre 1724 et 1725 après l'incendie de mai 1725 qui ravage la place du village, puis est revendue à la communauté villageoise. La mairie possède un sol carrelé de carreaux rouges au grenier et une charpente d'origine en chêne. En 1731 un clocheton est installé sur la toiture de style qualifié de « toiture Renaissance espagnole ». Le clocheton possède une petite cloche qui porte l'inscription « Je suis à Castillon sur Sambre. 1725 ». Durant la Première Guerre mondiale, la cloche échappe à l'attention des Allemands et à la destruction. Dans les années 1970, il existait une vieille balance à bascule pour peser les matériaux qui en sortaient.

#### L'église
Dite « Église de la Nativité de la Sainte Vierge », elle fut reconstruite entre 1841 et 1843 en remplacement de l'ancienne église du XVIIIe siècle, trop exigüe. Les bases du clocher datent de 1671. Sur l'une des faces du clocher, une pierre porte l'inscription « 1671 IHS.MARIA ». et la partie supérieure date de 1725 - 1730. L'église a été consacrée par Mgr Giraud, archevêque de Cambrai, le 6 juillet 1843. En 1918, l'église est entièrement détruite par les Allemands et est reconstruite en 1925.

#### La chapelle
Située sur la RD 643 (ex RN 43), à la sortie du village, direction Le Cateau, la chapelle contient un calvaire du Christ en croix, en bois taillé du XVIIIe siècle. Propriété de la commune, le calvaire est classé Monument Historique au titre d'objet.

#### La chapelle Saint-Roch et Notre-Dame-de-Lies
En pierre bleue, située rue Faidherbe, présente une inscription altérée « Cette chapelle fut bâtie par Nicolas …illisible.. et sa femme à l'honneur de St Roch et Nd de Lies 1807 » Jusqu'à la Première Guerre mondiale, elle accueille les gens ou la « diseuse de neuvaines ».
Catillon possède également six oratoires de ce type, tous en pierre bleue, de forme carrée, ronde ou octogonale. La plus ancienne date de 1732, les autres du XIXe siècle, deux oratoires en briques, deux chapelles en briques et deux calvaires. Le patrimoine religieux de Catillon est le plus important du Cambrésis.

#### L'école de garçons

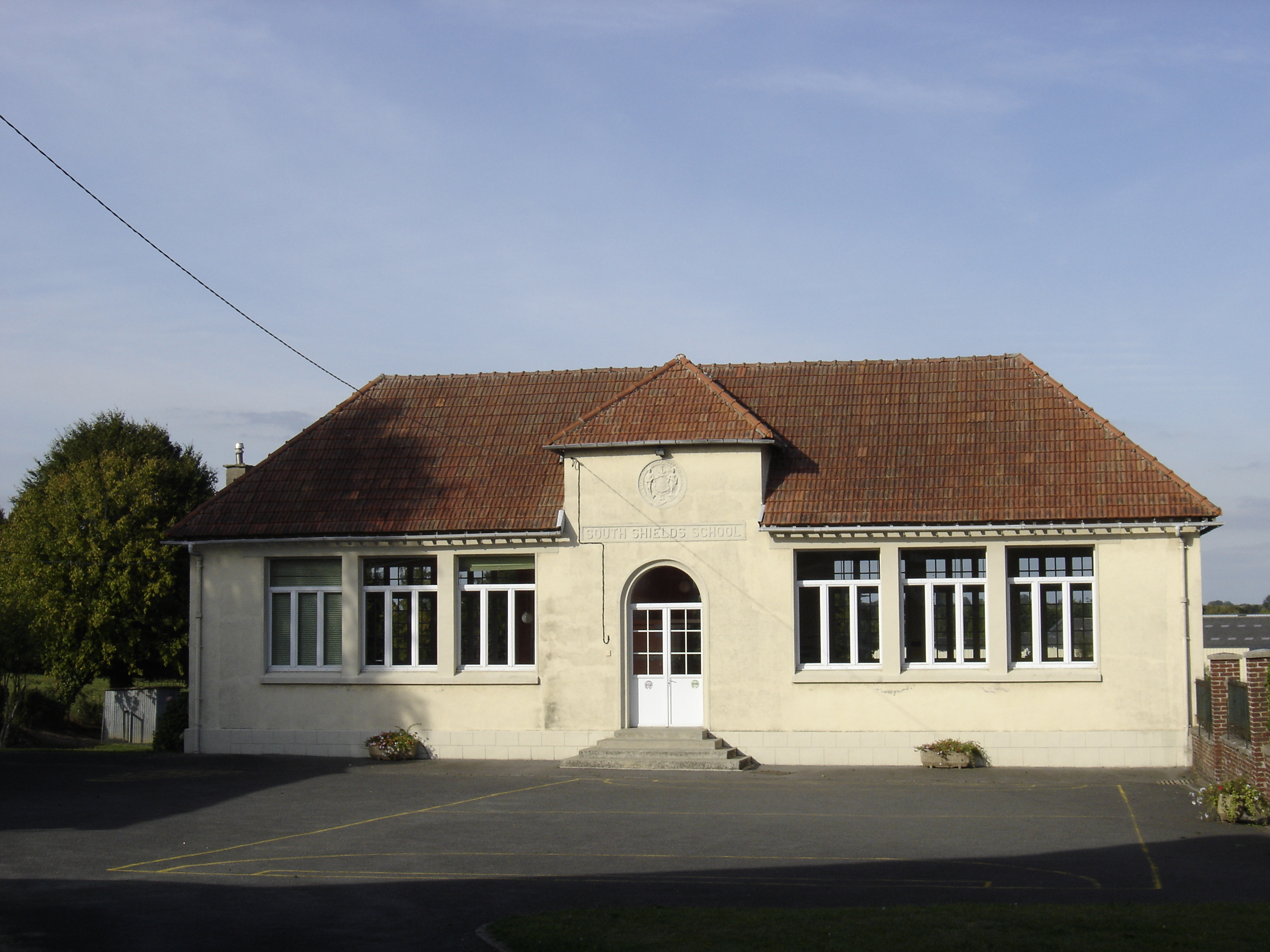
South Shields School

South Shields School située au 17, route Nationale, reconstruite dès 1923 avec les dons de la ville de South Shields, sur les ruines de l'ancienne école détruite durant la Première Guerre mondiale. Le maire de South Shields, Edward Smith, posa la première pierre en 1923. En 1925, la pose sur le fronton d'un médaillon sculpté aux armes de South Shields  « Courage, Humanité, Commerce » et la devise « Always ready 1850 » termine la construction de l'école au caractère anglais très marqué. Maintenant, l'école abrite l'harmonie municipale de Catillon.

#### Le complexe sportif
Le terrain fut offert à la Commune par M. Henri Lefebvre, par legs à son décès. En 1982, on procéda à la construction du plateau sportif et, en 1990, le stade porta le nom de « Complexe sportif Henri-Lefebvre ». Le complexe et le stade furent inaugurés le 2 mars 1997, en présence des autorités locales et régionales et avec la participation du Variétés Club de France. Avant le coup d'envoi du match de gala, Mme Adams et Michel Platini ont dévoilé la plaque portant le nom de Jean-Pierre Adams (ancien stoppeur de l'équipe de France et des Aiglons de l'OGC Nice) dont le stade porte désormais le nom. Plus d'un millier de personnes participèrent à cette grande journée communale.

### Patrimoine naturel
La commune est incluse dans le périmètre du parc naturel régional de l'Avesnois.

### Manifestations culturelles et festivités
- Une halte nautique.

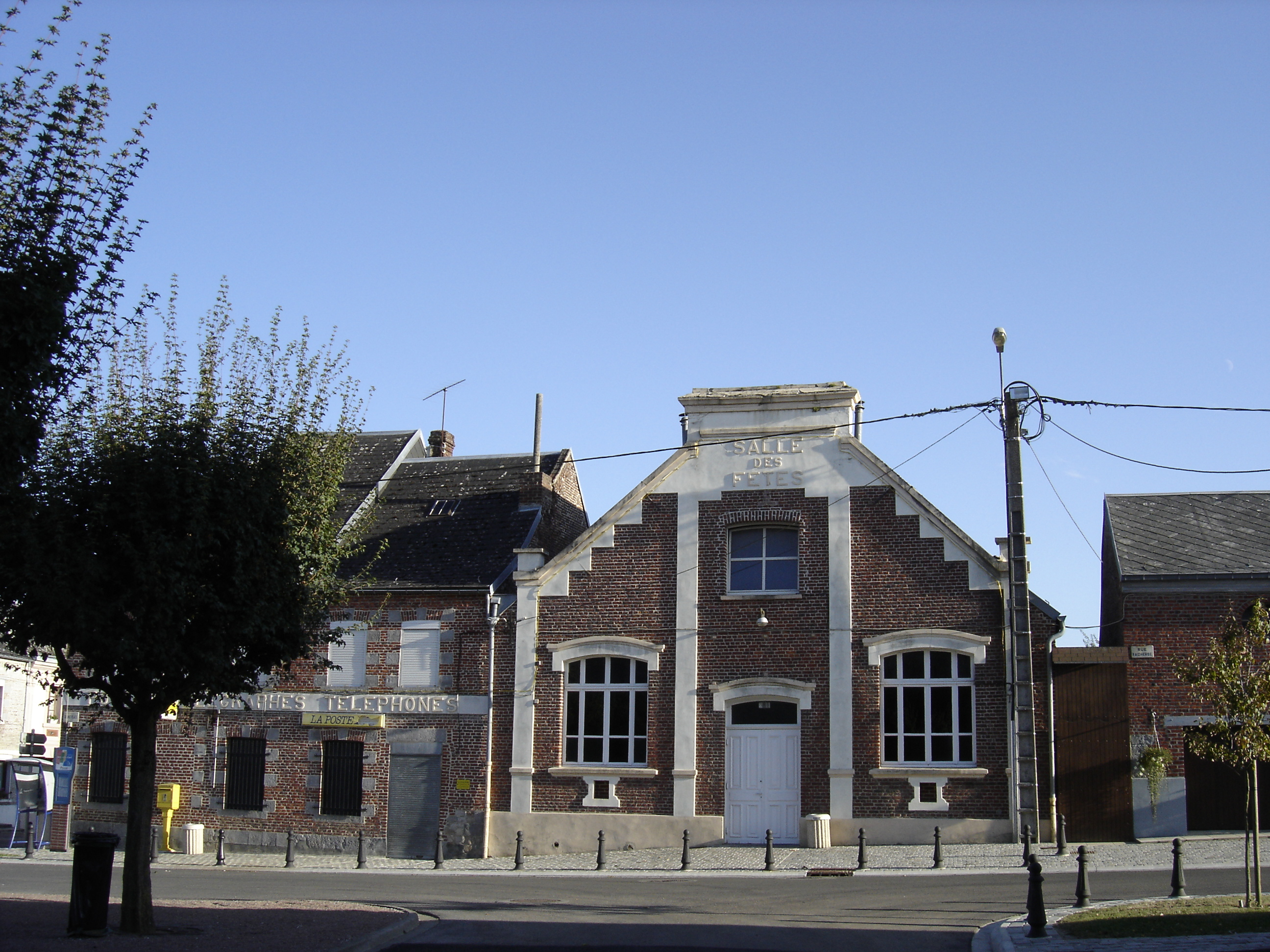
La salle des Fêtes

- Un camping: une aire de service, uniquement pour camping-car.
- Une salle des fêtes d'une capacité de 180 personnes.
- Une salle paroissiale d'une capacité de 80 à 100 personnes.

### Personnalités liées à la commune

Armes de Gabriel-Joseph Clément

- Charles Lefebvre, (1752 à Catillon - 1818 à Valenciennes), député du Nord de 1791 à 1792.
- Jérôme Joseph Goris né à Catillon le 6 mai 1761, commandant en 1813, général de brigade, officier de la Légion d'honneur, décédé le 9 novembre 1828.
- Gabriel-Joseph Clément né à Catillon le 30 août 1779, général de brigade sous le Premier Empire, commandant de la Légion d'honneur, décédé en activité de service en Espagne, en août 1812, à l'âge de 44 ans.
- Paul Deltombe, peintre, né à Catillon en 1878, mort à Nantes en 1971.

### Cinéma
La salle des fêtes du village a servi de décor au tournage du film Les Lulus de Régis Hautière (2021), adaptation des trois premiers tomes de la bande dessinée La guerre des Lulus de Hardoc.

### Héraldique
|  | Les armes de Catillon-sur-Sambre se blasonnent ainsi : De gueules au château fort d'argent chargé sur sa porte d'un K de sable. |

## Pour approfondir